# 王直
王 直（おう ちょく、生年不詳 - 嘉靖38年12月25日（1560年1月22日））は、明代の貿易商人（海商）で、後期倭寇の頭目。汪直とも。もとの名は王鋥（おう とう）。徽王や老船主とも称した。

## 生涯
徽州府歙県に生まれる。任侠の徒であったと言われ、青年の時に塩商を手がけるが失敗。明が海禁政策を行うなか葉宗満らと禁制品を商う密貿易に従事した。双嶼（浙江省寧波府の沖合い）港を本拠地に活動していた許棟・李光頭の配下として東南アジアや日本の諸港と密貿易を行い、博多商人と交易して日本人との信任を得る。嘉靖27年（1548年）、密貿易を取り締まった朱紈らが双嶼を攻撃すると逃れて海賊集団を組織し、浙江省舟山諸島の烈港を本拠に徽王と称し、徐海と並ぶ倭寇の頭目となった。
度重なる明の海禁政策を逃れ、嘉靖19年（天文9年/1540年）に日本の五島に来住し、松浦隆信に招かれて嘉靖21年（天文11年/1542年）に平戸に移った。地方官憲や郷紳らと通じ、養子や甥の王汝賢らを幹部に密貿易を拡大。
明の河川や沿岸地域に詳しいために倭寇の代表的な頭目となり、嘉靖32年（1553年）5月に37隻を率いて太倉・江陰・乍浦等を寇し、同年8月に金山衛・崇明に侵入した。
朱紈の死後に倭寇の取締りは一時的に弱まるが、兪大猷らが新たに赴任し、嘉靖35年（1556年）には胡宗憲が浙江巡撫に就任する。胡宗憲が総督に就任すると、王直は上疏（じょうそ）して自らはもはや倭寇ではないので恩赦を得たいと訴え、海禁解除を主張し、自らの管理下での貿易を願い出た。しかし明朝の倭寇の鎮圧は本格的に開始され、嘉靖36年（1557年）に王直は官位をちらつかせた明の誘降に乗って舟山列島の港へ入港した。明朝では王直の処遇について意見が対立していたが、嘉靖38年12月（1560年1月）に王直は捕えられて処刑された。

## 評価
王直の個人的評価は、中国の歴史家の間では分かれており、貿易商人的側面が評価される一方、倭寇の頭目であり、さらに日本と通じた売国奴であるとの否定的評価をする論などがある。

## 墓碑
2000年に長崎県五島の福江市の日本人が、王直の故郷である安徽省黄山市歙県雄村鎮拓林村の墓地に王直の墓を建てた。
しかし、2005年1月31日、王直は倭寇と結託した漢奸であるとする中国人の大学教員2名によって墓に記された名前の一部が削り取られる事件が起った。教員らは「王直は死刑になった中国の罪人。日本人が墓を建てることは中国人を蔑視するものだ」と主張した。そのうちひとり南京大学副教授の郭泉は中共政府の一党独裁制を批判したり、別件で情報公開などを要求する内容をインターネットで発表を続けていたところ、逮捕され、2009年に国家転覆罪のため十年監禁の判決をうけている。